# Hail Ambazonia, Land of Glory
Hail Ambazonia, Land of Glory (en français : « Vive l'Ambazonie, terre de gloire ! ») est l'hymne national de l'Ambazonie non reconnue,. Il est adopté en 2018.

## Paroles
| Paroles en anglais | Paroles en français |
| --- | --- |
| Hail Hail Hail this Land of Glory. We the Ambazonians pledge your loyalty. Praise the Son our Saviour who granted us the freedom, Allegiance to the heroes who bore the land with their blood, Glory to glory we rise and never to fall, Here in our nation flowing with milk and honey, Glory, glory, glory to the father, For making you a nation a joy forevermore. Ambazonia, land of freedom you shall live in plenty meeting our needs, And your children shall be like the stars above, The Most High God be the Watchman of this Nation. Ambazonia, land of freedom you shall live in plenty meeting our needs, And your children shall be like the stars above, The Most High God be the Watchman of this Nation. | Je vous salue, je vous salue, je vous salue, ce pays de la gloire. Nous, les Ambazoniens, promettons votre loyauté. Louons le Fils notre Sauveur qui nous a accordé la liberté, Allégeance aux héros qui ont porté la terre avec leur sang, Gloire après gloire, nous nous élevons et ne tombons jamais, Ici, dans notre nation où coulent le lait et le miel, Gloire, gloire, gloire au père, Pour avoir fait de vous une nation joyeuse à jamais. Ambazonie, terre de liberté tu vivras dans l'abondance en répondant à nos besoins, Et vos enfants seront comme les étoiles d'en haut, Que le Dieu très haut soit le gardien de cette nation. Ambazonie, terre de liberté tu vivras dans l'abondance en répondant à nos besoins, Et vos enfants seront comme les étoiles d'en haut, Que le Dieu très haut soit le gardien de cette nation. |